# Trębanów
Trębanów – wieś w Polsce położona w województwie świętokrzyskim, w powiecie ostrowieckim, w gminie Ćmielów.
W latach 1975–1998 miejscowość administracyjnie należała do województwa tarnobrzeskiego.

## Części wsi
| SIMC    | Nazwa           | Rodzaj    |
| ------- | --------------- | --------- |
| 0789810 | Frankopol       | część wsi |
| 0789826 | Kolonia Druga   | część wsi |
| 0789832 | Kolonia Dworska | część wsi |

## Historia
Właścicielem wsi był Mikołaj Przejuski  herbu Sulima potem Chocimowscy (1507 r.) Kacper, Marcin, następnie Małoscy w 1552 r. oraz Stanisław Ramusz w 1593 r. Dziesięcina szła od Sandomierza i Ptkanowa. Między Krzczonowicami i Trębanowem od zachodu, w polu zwraca na siebie widoczny z drogi, oryginalny, spadzisty nasyp. Podanie mówi, że był tu punkt zborny dla myśliwych, polujących kiedyś w tutejszych gęstwinach. Sygnał dawano za pomocą trąbki, stąd nazwa Trębanowa.(Przewodnik po powiecie ostrowieckim - Agencja JP S.C. Kielce 2008 strona 133)
Trębanów to stara wieś rycerska a następnie szlachecka we władaniu Jana  Domorata i Marcina Małuskiego (1578). Z Trębanowa pisał się Stanisław  Ramusz, który w końcu XVI wieku był także właścicielem m.in. miasta  Denkowa, Rudy, Goździelina i Bodzechowa, które sprzedał Tarnowskim i w  efekcie znalazły się w składzie klucza grocholickiego zwanego też  denkowskim lub bodzechowskim Ostrogskich i Sanguszków a na koniec Małachowskich.  
Wokół miejscowości znajdują się liczne stanowiska  poświadczające osadnictwo z czasów neolitu oraz wpływów rzymskich.
17 czerwca 1944 roku oddział Armii Ludowej im. J. Sowińskiego liczący ponad 60 partyzantów stoczył tu potyczkę z niemiecką żandarmerią. Zginęło 12 aelowców w tym dowódca oddziału ps. „Wrzos”.
W samej miejscowości na uwagę zasługuje przydrożna figurka oraz 
interesujące zabudowania (ulica Spacerowa 17). pf 03.03.2014 r